# Canthidium foveolatum
Canthidium foveolatum är en skalbaggsart som beskrevs av Edgar von Harold 1867. Canthidium foveolatum ingår i släktet Canthidium och familjen bladhorningar. Inga underarter finns listade.